# Antonia de Prusse
Pour les articles homonymes, voir Antonia.
La princesse Antonia de Prusse, duchesse de Wellington,,  (née le 28 avril 1955 à Londres au Royaume-Uni) est une arrière-petite-fille de Guillaume II, dernier empereur allemand, dernier roi de Prusse et l'épouse de Charles Wellesley, 9e duc de Wellington.

## Biographie
Antonia Elizabeth Brigid Louise Mansfeld de Prusse est née le 28 avril 1955 à Londres. Elle est la fille du prince Frédéric de Prusse et de Brigid Guinness (fille de Rupert Guinness, comte d'Iveagh) ; elle a un frère jumeau, Rupert De Guiness. 
Elle a étudié à la Cobham Hall School et au King's College de Londres.
Elle est faite en 2008 officier de l'Ordre de l'Empire britannique et dans la même année est élue membre du Collège d'Eton.

### Mariage et descendance
Le 3 février 1977, elle épouse Charles Wellesley et prend le titre de courtoisie de marquise de Douro. De cette union sont nés cinq enfants :
- Arthur Wellesley, Comte de Mornington (né le 31 janvier 1978), qui a épousé Jemma Kidd (en) le 4 juin 2005. Ils ont trois enfants :
  - Lady Mae Madeleine Wellesley (née le 4 janvier 2010)
  - Arthur Darcy Wellesley, Vicomte Wellesley (né le 4 janvier 2010)
  - L'Honorable Alfred Wellesley (né le 10 décembre 2014)
- Lady Honor Wellesley (née le 25 octobre 1979), qui a épousé l'Honorable Orlando Montagu le 3 juillet 2004. De cette union sont nés trois enfants:
  - Walter Montagu (né le 3 décembre 2005), premier petit-fils du duc et de la duchesse de Wellington (alors marquis et marquise de Douro)
  - Nancy Jenima Montagu (née en janvier 2007)
- Lady Mary Wellesley (née le 6 décembre 1986)
- Lady Charlotte Wellesley (née le 8 octobre 1990), qui s'est mariée avec Alejandro Santo Domingo le 28 mai 2016
- Lord Frederick Wellesley (né le 30 septembre 1992)

Antonia fait partie de l'ordre de succession au trône britannique en tant que descendante de la reine Victoria du Royaume-Uni par sa fille la princesse Victoria, princesse royale.

## Titres et prédicats
- 28 avril 1955 - 3 février 1977: Son Altesse Royale la princesse Antonia de Prusse
- 3 février 1977 - 31 décembre 2014: Son Altesse Royale la princesse Antonia de Prusse, marquise de Douro
- depuis le 21 mai 2010: Son Altesse Royale la princesse Antonia de Prusse, duchesse de Ciudad Rodrigo
- depuis le 31 décembre 2014: Son Altesse Royale la princesse Antonia de Prusse, duchesse de Wellington, princesse de Waterloo, duchesse de Victoria, marquise de Torres Vedras, comtesse de Vimeiro